# Godtfred Rump

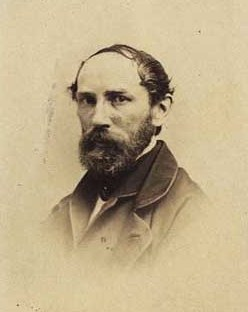
Godtfred Rump.

Christian Godtfred Rump, född den 8 december 1816 i Hillerød, död där den 25 maj 1880, var en dansk målare, bror till Nicolai Reimer Rump.
Rump kom vid 16 års ålder till Köpenhamn, studerade vid konstakademien och J.L. Lunds målarskola, debuterade med porträtt och historiska tavlor, men fördes sedan över till sitt verkliga kall, landskapsmåleriet. 
Han var en mild, fin och känslig naturpoet och kolorist, därtill den förste friluftsmålaren i Danmark (även under vintern målade han ute i naturen). En resa till Italien 1857-58 medförde ingen förändring i hans personliga känsla för det danska landskapets karaktär och stämningsliv. 
Rump är representerad i Kunstmuseet (bland annat med några motiv från Frederiksborg, med vinterbilden Tillfrusen å i en park och Ån i Sæbygaards skog, som anses som hans bästa verk) samt i Hirschsprungs museum och i Glyptoteket. Han målade även landskap från Blekinge och Norge. Rump fick professors titel 1874.